# Первый Шпейерский рейхстаг
Первый Шпейерский Рейхстаг — рейхстаг Священной Римской империи, работавший с 25 июня по 27 августа 1526 года в городе Шпайер, Германия.

## Причина
По мере развития Реформации исполнение Вормсского эдикта, объявившего Лютера и все его труды вне закона и предписавшего смертную казнь и конфискационные меры всем, у кого эти труды будут обнаружены (например, печатникам), ослабевало.
Восстановление действия Вормсского эдикта должно было стать главной темой имперского рейхстага, проведённого летом 1526 в Шпайере. Император Священной Римской Империи Карл V собирался посетить это собрание, но неотложные дела в других территориях вынудили его отменить свой визит в Шпайер. Вместо него и от его имени в рейхстаге участвовал его младший брат Фердинанд I. Он должен был привести стороны к согласию.
На этом съезде правители, поддерживавшие Реформацию, впервые решились объявить о своей вере, но отдельные из них проявили свои религиозные убеждениям ещё в ходе подготовки к нему. Среди особо значимых были саксонский курфюрст Иоганн Твёрдый и гессенский ландграф Филипп, создавшие Лигу в Готе, которая в феврале 1526 года преобразовалась в Лигу Торгау. Все они имели сильную поддержку делегатов от тех имперских городов, где Реформация уже продвинулась далеко вперёд. 
Угроза вторжения со стороны Оттоманской империи, а также спор между императором и Папой были на руку протестантам, и принудили большую часть римского католичества к терпимости.

## Решения
Открывшийся 25 июня 1526 года шествием участников к кафедральному собору и церемониальной мессы, рейхстаг продлился два месяца. Размещение и снабжение нескольких тысяч гостей (один лишь избранник Саксонии приехал с 700 гостями на 400 лошадях) лежало на плечах городского совета, жителях и землевладельцах, однако это мероприятие существенно пополнило казну города. 
Предложения Карла V содержали пункт о выполнении Вормсского эдикта, искоренении ереси и непокорности, а окончательные решения по собственно религиозным вопросам должны быть отложены до собрания верховного совета. Однако, правители договорились совсем о другом: 27 августа они, с согласия Фердинанда, единогласно решили, что за решение церковного вопроса должен быть ответственен главный, или национальный совет, а по поводу исполнения Вормсского эдикта заявили, что «каждая область будет жить, управляться, и веровать так, как она хочет отвечать перед Богом и его имперским Величеством». Такое решение не аннулировало Вормсский эдикт и не провозглашало религиозную свободу (Карл V не собирался дозволять религиозную свободу, или даже терпимость к протестантам), оно лишь временно, до собрания главного совета, приостанавливало действие эдикта, но это давало деятелям Реформации некоторую передышку. Правители, поддерживавшие Реформацию, особенно Филипп Гессенский на Синоде в Гомберге 20 октября 1526 и Иоганн Саксонский по-своему интерпретировали решение Первого шпейерского рейхстага и воспользовались временными привилегиями независимости, а Лютер воспринял его, как отсрочку в приведении приговора по обвинению в ереси.
Поскольку совет, на решение которого рейхстаг оставил церковный вопросы, не собирался ещё двадцать лет, реальный эффект решения Первого шпейерского рейхстага превзошёл все намерения его участников.
Отдельным решением рейхстаг переместил имперский суд и имперский полк в Шпейер.